# Nintendo Space World
Nintendo Space World fue una feria de videojuegos dedicada en exclusiva a los sistemas Nintendo. Comenzó a celebrarse en 1989 y su última edición fue en 2001. Esta feria servía principalmente para oficializar los anuncios de la empresa referentes a sus futuros videojuegos y consolas.

## Nombres
El nombre más utilizado para referirse a la feria era simplemente SpaceWorld, pero este nombre no era el original. Annual Shoshinkai Software Exhibition o simplemente Shoshinkai fue su nombre hasta 1997, año en que se decidió cambiarlo.

## Organización
La organización del evento corría por cuenta de la propia Nintendo, por lo que siempre se celebró en Japón, país de origen de la compañía. La sede de esta exposición era el Centro de Convenciones Makuhari Messe de Tokio.
El SpaceWorld solía durar tres días. El primero de ellos se dedicaba exclusivamente a los medios especializados y profesionales del sector. Los demás días se permitía el acceso al público para que probara las últimas novedades y los futuros lanzamientos.
El evento servía a Nintendo de presentación de las novedades que lanzarían al año siguiente (o en un futuro más lejano) y para definir la línea a seguir de la compañía. Aunque la feria estaba monopolizada por los productos propios de la compañía de Kioto, también se presentaban en ella videojuegos de empresas third-party desarrollados para las consolas Nintendo.
El SpaceWorld solía celebrarse a finales del mes de noviembre o agosto, dependiendo de los intereses de la compañía.

## Ferias
A continuación se describen los anuncios y hechos más relevantes de lo acontecido en cada feria:
- Shoshinkai 1989
- Shoshinkai 1990
- Shoshinkai 1991 del 24 de abril al 6 de mayo:

Super Famicom (la versión japonesa de SNES) lleva pocos meses en el mercado y se dedica gran parte de la atención de la feria a sus videojuegos. Dos de ellos son presentados y brillan por encima de los demás: Final Fantasy IV y The Legend of Zelda: A Link to the Past.
- Shoshinkai 1992 en agosto:

- Shoshinkai 1993 en agosto:

El entonces presidente de Nintendo, Hiroshi Yamauchi, anuncia el nuevo proyecto en el que trabaja la empresa: Project Reality (futura Nintendo 64).
- Shoshinkai 1994 el 14 de noviembre:

Hiroshi Yamauchi sorprende al mundo presentando una nueva consola: Virtual Boy. Especificaciones, juegos de lanzamiento y futuros lanzamientos son anunciados. Project Reality cambia su nombre por Ultra 64.
- Shoshinkai 1995 del 22 al 24 de noviembre:

Ultra 64 se llama ahora Nintendo 64, se presenta además su mando de control y las primeras imágenes de sus juegos. Pueden jugarse dos juegos: Super Mario 64, en un estado muy avanzado y con seis niveles a probar, y Kirby Ball 64, con un par de niveles de snowboard y muy poco desarrollado. Aparte de esto, se mostraron vídeos de diversos juegos: The Legend of Zelda 64, todavía muy prematuro y del que sólo se pudo ver una lucha entre Link y un personaje con aspecto metalizado; Super Mario Kart R, Star Fox 64, Pilotwings 64, GoldenEye 007, Wave Race 64.
- Shoshinkai 1996 del 24 al 26 de noviembre:

Nintendo 64 no hace mucho que está en el mercado japonés y americano. Se presentan 17 juegos de Game Boy, 24 de Super Nintendo (ya al final de su vida) y 35 para la nueva consola.Entre ellos se pueden probar Blast Corps y Star Fox 64.
En vídeo muestran Yoshi’s Island 64 (cambiaría el nombre a Yoshi's Story), Mother 3 (proyecto que se acabaría años después en GBA) y GoldenEye 007. Por supuesto, no faltan imágenes del futuro The Legend of Zelda: Ocarina of Time.
Presentan también varios periféricos para N64 destacando el Rumble Pak y el 64DD.
- SpaceWorld 1997 del 21 al 23 de noviembre:

La feria está dominada por el fenómeno Pokémon. En cuanto a hardware se precisan las características del 64DD y se presentan la Game Boy Camera y el Transfer Pak. El software lo domina N64 con varios títulos jugables: The Legend of Zelda: Ocarina of Time, F-Zero X, Yoshi's Story, 1080° Snowboarding.
También aparecen los primeros títulos para el 64DD: Super Mario RPG 2 (futuro Paper Mario), Pokémon Snap y Pokémon Stadium, entre otros. Muchos de estos juegos pensados para el 64DD serían suspendidos y portados a juegos de N64 tras el fracaso del periférico.
- SpaceWorld 1998:

Este año Nintendo no celebró la feria.
- SpaceWorld 1999 en agosto:

Se confirma el lanzamiento japonés del periférico 64DD junto a seis títulos, entre ellos Doshin the Giant, Sim City 64 y F-Zero X Expansion Kit.
Destacan tres juegos de N64: Super Mario RPG 2 (Paper Mario), Donkey Kong 64 y un inesperado nuevo Zelda Gaiden (terminaría llamándose The Legend of Zelda: Majora's Mask).
Además, anuncian el desarrollo de la futura sustituta de Game Boy (futura Game Boy Advance), y ya comienza a hablarse de la sustituta de N64 como Proyecto Dolphin.
- SpaceWorld 2000 del 24 al 26 de agosto:

Tras mucho tiempo de rumores, se presentan oficialmente la nueva Game Boy Advance y el proyecto Dolphin ahora llamado Nintendo GameCube. Para la portátil se presenta una gran cantidad de títulos jugables y para la nueva sobremesa muestran varias demos que demuestran el potencial de la consola.
Dos demos serán recordadas: una secuencia de Samus que anticipa un juego de la saga para la nueva consola (el futuro Metroid Prime); y otra secuencia en la que Link y Ganondorf luchan con sus armas, todo recreado con grandes gráficos realistas para la época y haciendo pensar que forma parte de un nuevo Zelda. 
- SpaceWorld 2001 del 23 al 26 de agosto:

Ante el inminente lanzamiento de la nueva Nintendo GameCube, la feria se enfoca en el nuevo sistema. Juegos como Luigi's Mansion, Wave Race: Blue Storm, Pikmin o Super Smash Bros. Melee reciben muy buenas críticas; pero Nintendo reservaba dos grandes sorpresas: tras mucho tiempo guardándolos en el más absoluto secretismo, Super Mario Sunshine y The Legend of Zelda: The Wind Waker eran presentados al fin en sendos vídeos.